# Comment Baptiste est mort
Comment Baptiste est mort  est un roman d'Alain Blottière paru le 1er avril 2016 aux éditions Gallimard ayant reçu le prix Décembre la même année.

## Historique
Ce roman reçoit le 7 novembre 2016 le prix Décembre, présidé cette année-là par Éric Neuhoff, au premier tour de scrutin, par sept voix contre quatre à Loïc Prigent pour J’adore la mode mais c'est tout ce que je déteste (éditions Grasset) et une voix à Jacques Henric pour Boxe (éditions du Seuil). Amélie Nothomb, jurée de ce prix, déclare alors au Figaro : « C'est un livre sublime, et j'étais prête à me battre pour lui. Je n'ai jamais voté au prix Décembre pour un candidat avec autant d'enthousiasme ».
Trois jours plus tard, Comment Baptiste est mort reçoit une nouvelle distinction, le prix Jean-Giono, au premier tour de scrutin, par quatre voix contre trois à Jean-Baptiste Del Amo pour Règne animal (éditions Gallimard).
Au mois de juin de cette même année, le roman avait déjà été récompensé par le prix Mottart de l'Académie française. Il avait également été retenu dans la liste de printemps du prix Renaudot et dans les conseils de lectures estivales du prix Médicis.

## Résumé
Après l'enlèvement d'une famille française par des djihadistes africains et plusieurs semaines de captivité dans le désert, Baptiste, 14 ans, l'aîné des enfants, est le seul à être libéré. Un homme, qui pourrait être aussi bien un policier qu'un juge pour enfants, voire un psychologue des services secrets, mène le débriefing du jeune ex-otage,. En état de stress post-traumatique, Baptiste peine à répondre à toutes les questions : qu'est devenu le reste de la famille ? pourquoi l'adolescent, prétendant que « Baptiste est mort », tient-il à ce qu'on l'appelle Yumaï, le nom que lui ont donné ses ravisseurs ? pourquoi est-il le seul à avoir été libéré ? Ce débriefing, conté sous la forme d'un simple dialogue comme s'il s'agissait de la transcription d'un enregistrement, est entrecoupé du récit des événements vécus par le garçon, tels qu'ils lui reviennent peu à peu à la mémoire. On s'aperçoit alors qu'il tient à cacher certains d'entre eux à son interrogateur. Progressivement, au fil du récit, se révèle toute la vérité de l'aventure cruelle vécue par Baptiste. Une aventure à laquelle se mêle une expérience surnaturelle, quasi mystique, lors de périodes de réclusion  dans une grotte du désert — « métaphore d'une descente au plus profond de soi » — ornée de gravures rupestres. Selon Muriel Mingau, « la fin du livre est impensable, sidérante. Révélatrice de la férocité sournoise des hommes, il ne faut pas la raconter. Mieux vaut se laisser porter par l'intensité mystérieuse du roman ».
Alain Blottière a confié s'être partiellement et librement inspiré d'un fait-divers réel : « l'enlèvement de toute une famille française, dont de jeunes enfants, par les djihadistes de Boko Haram, en février 2013, dans le nord du Cameroun ».

## Éditions
- Éditions Gallimard, 2016  (ISBN 9782070178650)
- coll. « Folio » no 6429, éditions Gallimard, 2018  (ISBN 9782072762383).